# Brometo de rádio(II)
Brometo de rádio(II) é o composto de fórmula química RaBr2.

## Referência
1. Curie, M.; Debierne, A. (1910). C. R. Hebd. Acad. Sci. Paris 151:523–25.